# Crotalaria amoena
Crotalaria amoena är en ärtväxtart som beskrevs av John Gilbert Baker. Crotalaria amoena ingår i släktet sunnhampor, och familjen ärtväxter. Inga underarter finns listade i Catalogue of Life.